# Liste der Biografien/Conl
Liste der Biografien |
Portal Biografien |
Personensuche
# |
A |
B |
C |
D |
E |
F |
G |
H |
I |
J |
K |
L |
M |
N |
O |
P |
Q |
R |
S |
T |
U |
V |
W |
X |
Y |
Z |
?
 
Ca |
Cb |
Cc |
Ce |
Ch |
Ci |
Cj |
Ck |
Cl |
Cm |
Cn |
Co |
Cr |
Cs |
Ct |
Cu |
Cv |
Cw |
Cy |
Cz
 
Coa–Cod |
Coe–Cok |
Col |
Com |
Con |
Coo–Coq |
Cor |
Cos |
Cot |
Cou |
Cov |
Cow |
Cox |
Coy |
Coz
 
Cona |
Conb |
Conc |
Cond |
Cone |
Conf |
Cong |
Conh |
Coni |
Conj |
Conk |
Conl |
Conn |
Cono |
Conq |
Conr |
Cons |
Cont |
Conu |
Conv |
Conw |
Cony |
Conz
Die Liste der Biografien führt alle Personen auf, die in der deutschsprachigen Wikipedia einen Artikel haben. Dieses ist eine Teilliste mit 45 Einträgen von Personen, deren Namen mit den Buchstaben „Conl“ beginnt.

## Conl

### Conla
- Conlan, Jocko (1899–1989), US-amerikanischer Baseballspieler und -schiedsrichter
- Conlan, John (1928–2004), irischer Politiker (Fine Gael)
- Conlan, John Bertrand (1930–2021), US-amerikanischer Politiker
- Conlan, Michael (* 1991), irischer Boxer
- Conlan, Patricia (* 1945), irische Rechtswissenschaftlerin und Hochschullehrerin
- Conlan, Seán (* 1975), irischer Politiker

### Conle
- Conle, Henning (* 1944), deutsch-schweizerischer Immobilienunternehmer
- Conle, Kurt (1918–1966), deutscher Unternehmer, Gründer der Fluggesellschaft LTU
- Conley, Alyssa (* 1991), südafrikanische Sprinterin
- Conley, Arthur (1946–2003), US-amerikanischer Soul-Sänger
- Conley, Bayless (* 1955), US-amerikanischer Prediger
- Conley, Benjamin F. (1815–1886), US-amerikanischer Politiker
- Conley, Charles C. (1933–1984), US-amerikanischer Mathematiker
- Conley, Daniel J. (* 1954), US-amerikanischer Geologe
- Conley, Darlene (1934–2007), irisch-US-amerikanische Schauspielerin
- Conley, Earl Thomas (1941–2019), US-amerikanischer Country-Musiker
- Conley, Frankie (1890–1952), US-amerikanischer Boxer
- Conley, James Douglas (* 1955), US-amerikanischer Geistlicher und Bischof von Lincoln
- Conley, Jason (* 1981), US-amerikanischer Basketballspieler
- Conley, Joe (1928–2013), US-amerikanischer SchauspielerJoe Conley (1928–2013)

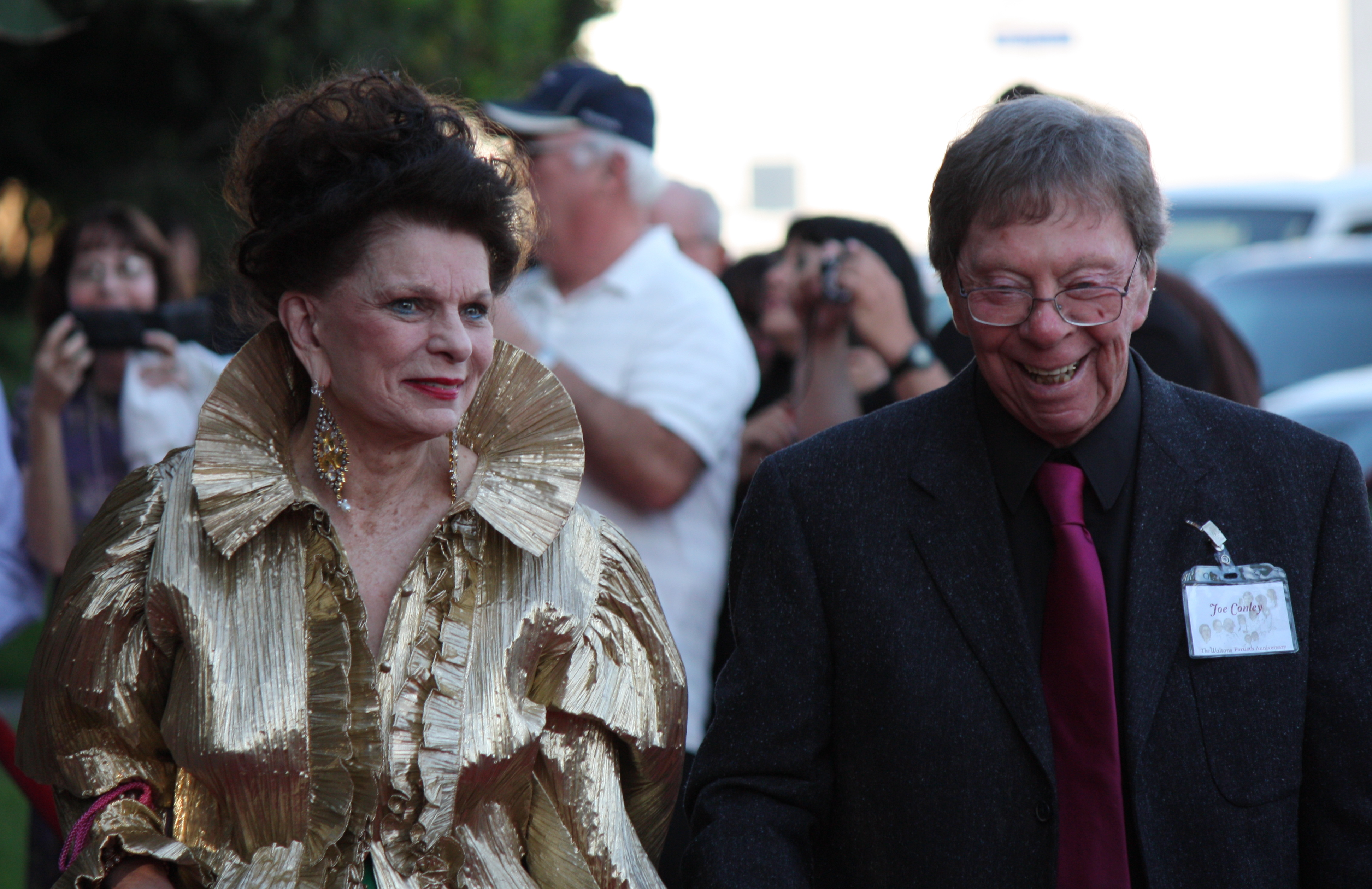
Joe Conley (1928–2013)

- Conley, John (* 1989), US-amerikanischer Basketballschiedsrichter
- Conley, Kim (* 1986), US-amerikanische Leichtathletin
- Conley, Lyda († 1946), US-amerikanische Juristin indianischer Abstammung
- Conley, Michael E., US-amerikanischer Offizier, Generalleutnant der US Air Force
- Conley, Mike Jr. (* 1987), US-amerikanischer Basketballspieler
- Conley, Mike Sr. (* 1962), US-amerikanischer Leichtathlet
- Conley, Phil (1934–2014), US-amerikanischer Speerwerfer
- Conley, Renié (1901–1992), US-amerikanische Kostümdesignerin
- Conley, Robert (* 1977), US-amerikanischer Basketballspieler
- Conley, Sharon (* 1971), US-amerikanische Schauspielerin
- Conley, William G. (1866–1940), US-amerikanischer Politiker
- Conley, William Henry (1840–1897), amerikanischer Geschäftsmann, 1. Präsident der Zion’s Watch Tower Tract Society of Pennsylvania

### Conli
- Conli, Roy, amerikanischer Filmproduzent bei den Disney Studios
- Conlin, Albert Joseph (1669–1753), deutscher katholischer Priester und Schriftsteller
- Conlin, Chantal, US-amerikanische Schauspielerin
- Conlin, Jimmy (1884–1962), US-amerikanischer Schauspieler
- Conlin, Juliet (* 1970), deutsch-britische Schriftstellerin und Übersetzerin
- Conlin, Michaela (* 1978), US-amerikanische SchauspielerinMichaela Conlin (* 1978)

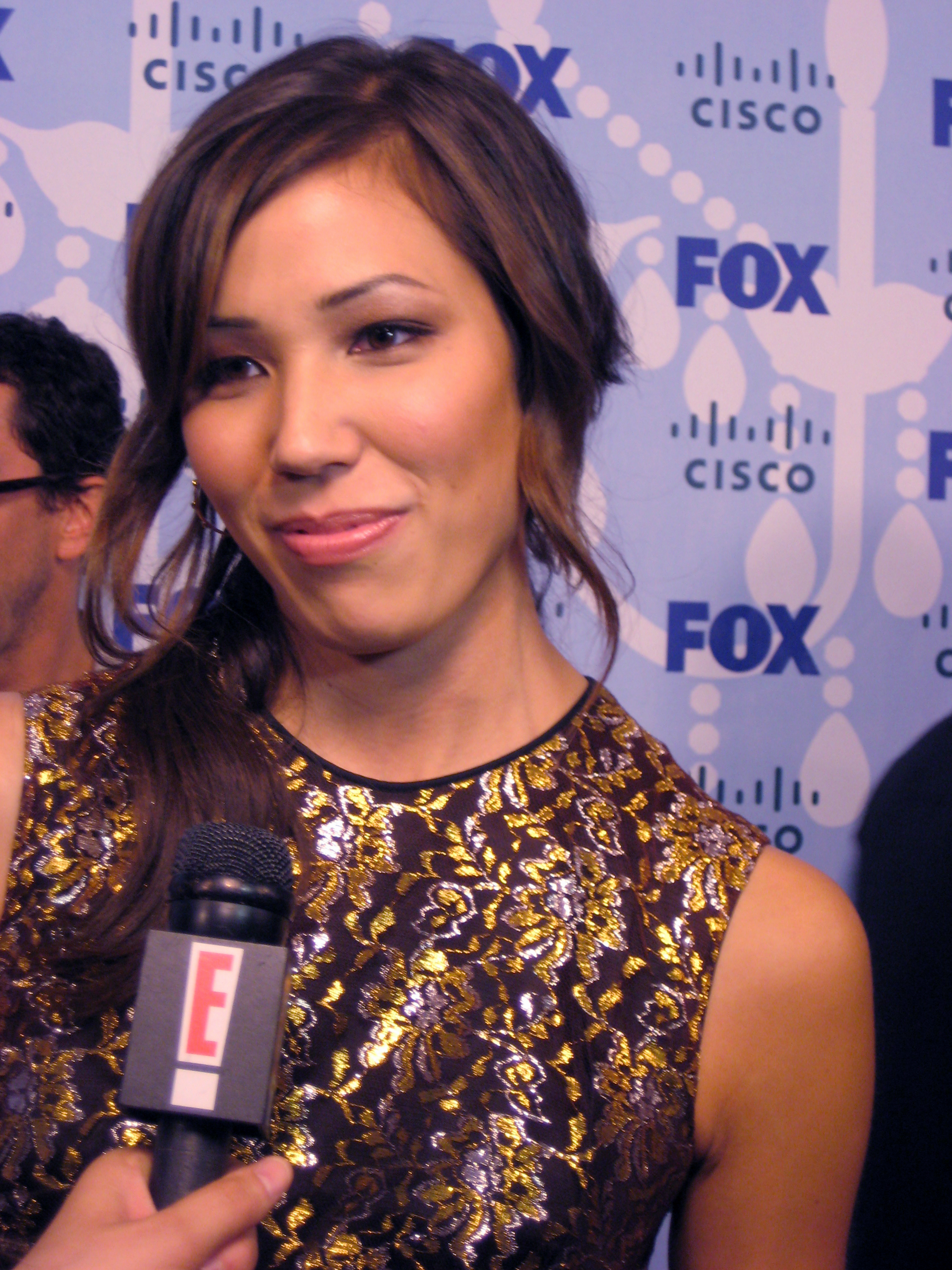
Michaela Conlin (* 1978)

### Conlo
- Conlon, David (* 1982), irischer Mathematiker
- Conlon, Gerry (1954–2014), irischer Autor und Opfer eines Justizirrtums
- Conlon, James (* 1950), US-amerikanischer Dirigent
- Conlon, Margaret (* 1967), irische Politikerin
- Conlon, Robert Daniel (* 1948), US-amerikanischer Geistlicher und römisch-katholischer Bischof von Joliet in Illinois

### Conly
- Conly, Robert Maurice (1920–1995), Designer von Münzen und Briefmarken
- Conly, Sean (* 1970), US-amerikanischer Jazz-Bassist (Kontrabass, E-Bass)